# Казимиру-ди-Абреу (Рио-де-Жанейро)
Казимиру-ди-Абреу (порт. Casimiro de Abreu) — муниципалитет в Бразилии, входит в штат Рио-де-Жанейро. Составная часть мезорегиона Байшадас-Литоранеас. Входит в экономико-статистический микрорегион Басия-ди-Сан-Жуан. Население составляет 26 978 человек на 2006 год. Занимает площадь 460,843 км². Плотность населения — 58,5 чел./км².
Город, ранее называвшийся Барра-де-Сан-Жуан (порт. Barra de São João), был переименован в 1925 году в честь родившегося в нём поэта Казимиру ди Абреу.

## История
Город основан 15 сентября 1859 года.

## Статистика
- Валовой внутренний продукт на 2003 год составляет 1 904 634 309,00 реалов (данные: Бразильский институт географии и статистики).
- Валовой внутренний продукт на душу населения на 2003 год составляет 76 908,31 реалов (данные: Бразильский институт географии и статистики).
- Индекс развития человеческого потенциала на 2000 год составляет 0,781 (данные: Программа развития ООН).